# Bruno Zborowski

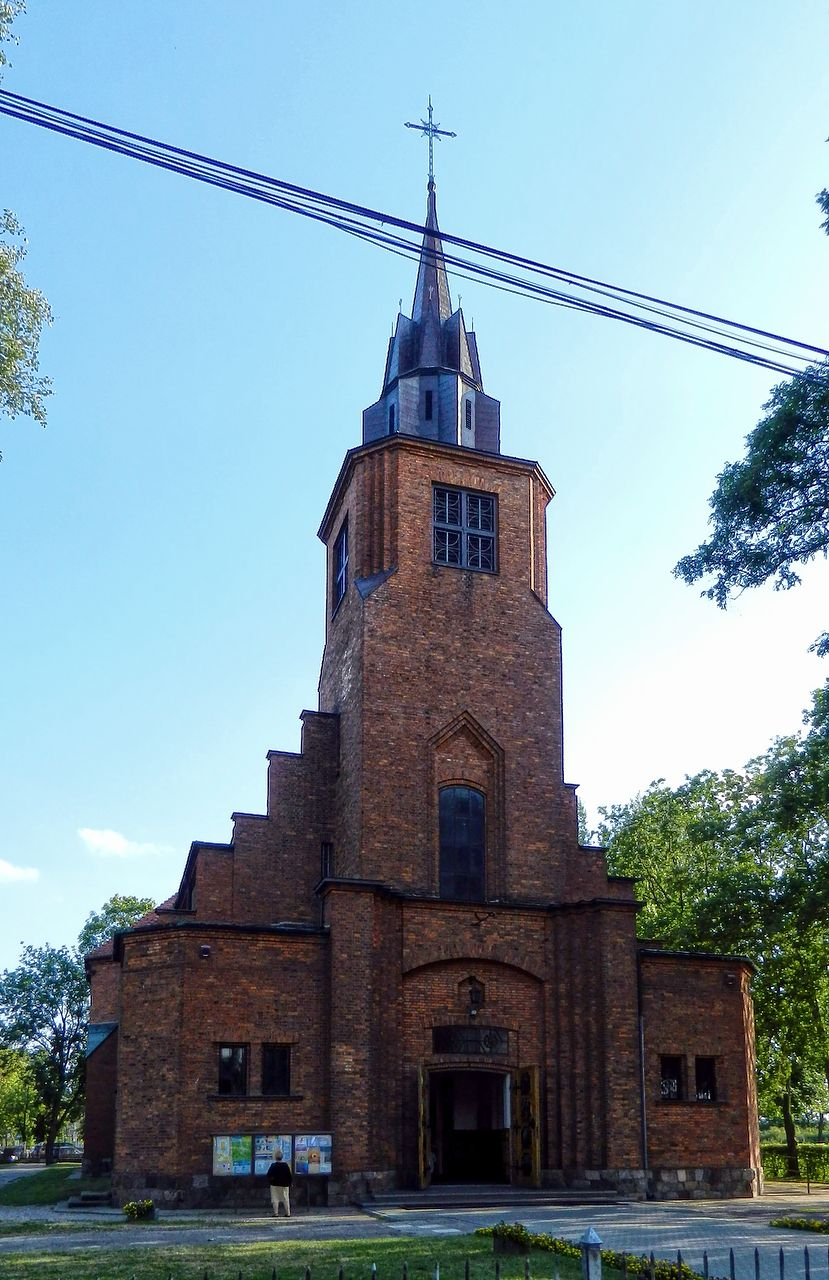
Kościół Najświętszego Serca Pana Jezusa w Płocku (Imielnicy)

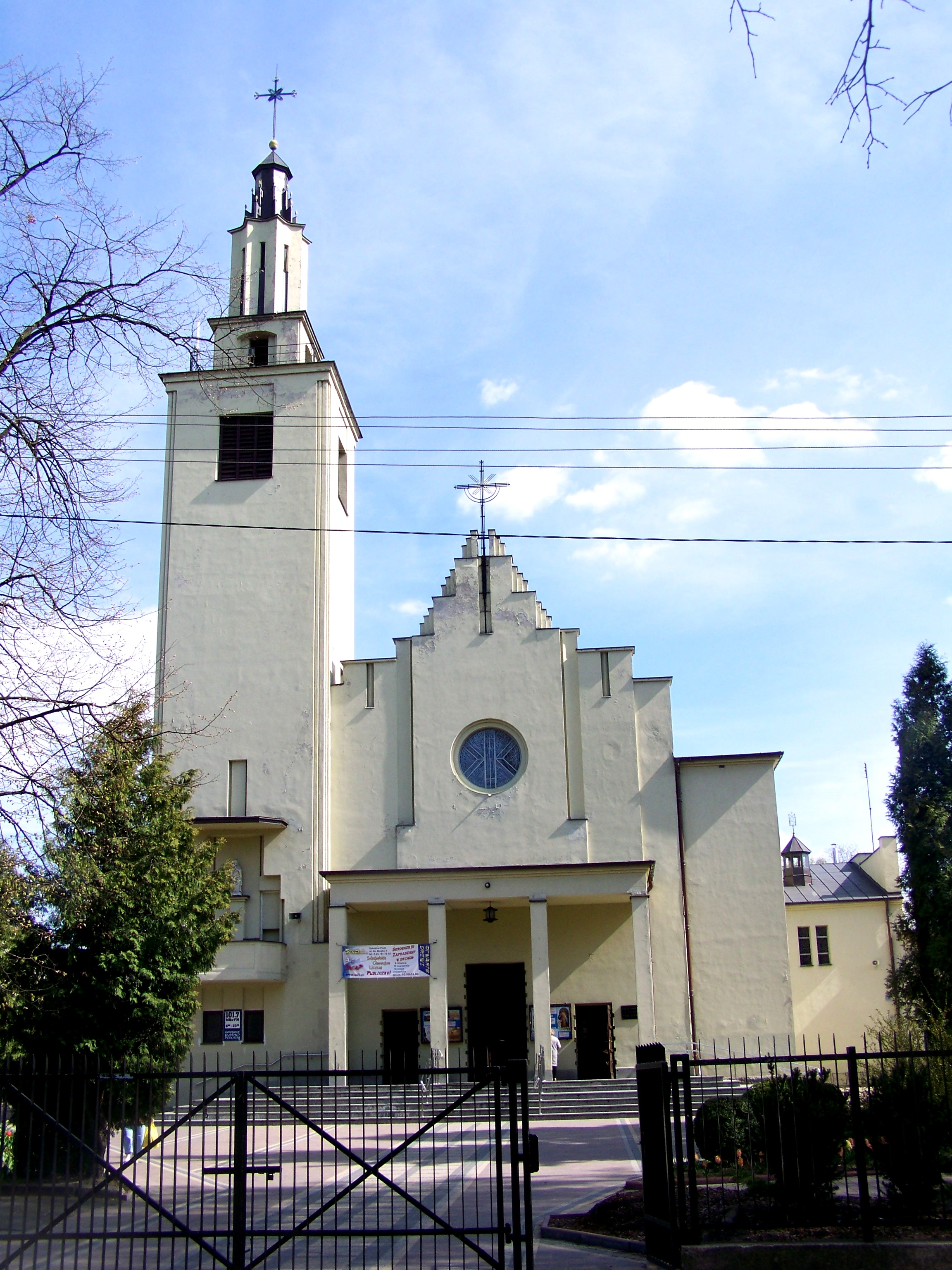
Kościół św. Jana Bosco w Sokołowie Podlaskim

Bruno Zborowski (ur. 15 lipca 1888 w Warszawie, zm. 27 sierpnia 1983 tamże) – polski architekt, pedagog i konserwator zabytków.

## Życiorys
Urodził się w rodzinie Aleksandra, krawca, i Wandy z Michałowskich. Uczęszczał do III gimnazjum rosyjskiego, a po strajku szkolnym w 1905, w którym brał udział, do Gimnazjum im. gen. Pawła Chrzanowskiego z językiem polskim jako wykładowym i tam zdał maturę. W latach 1909–1914 studiował na Wydziale Architektury Politechniki Lwowskiej. Po powrocie do Warszawy pracował przy inwentaryzacji Zamku Królewskiego, będącym wówczas pod pieczą Towarzystwa Opieki nad Zabytkami Przeszłości. Dyplom inżyniera architekta otrzymał w 1923 na Politechnice Warszawskiej.
W 1917 podczas konkursu na projekt kapliczki upamiętniającej bitwę pod Ostrołęką jego propozycja otrzymała I miejsce. Od 1918 wykładał rysunek na kursach nauczycielskich oraz perspektywę wykreślną i sztukę ludową w Szkole Sztuk Pięknych, od 1932 w Akademii Sztuk Pięknych w Warszawie.
Podczas wojny polsko-bolszewickiej w 1920 walczył w obronie Lwowa. Po powrocie do Warszawy został asystentem prof. Oskara Sosnowskiego na Politechnice Warszawskiej i w 1923 otrzymał tytuł inżyniera architekta, był również wykładowcą perspektywy wykreślnej i sztuki ludowej w Szkole Sztuk Pięknych, otrzymał stypendium im. Władysława Frąckiewicza. Należał do Towarzystwa Krajoznawczego, pracował w Towarzystwie Opieki nad Zabytkami. Był współautorem osiedli Warszawskiej Spółdzielni Mieszkaniowej na Żoliborzu i budowli sakralnych.
Podczas II wojny światowej prowadził zajęcia z budownictwa oraz projektowania w Żeńskiej Szkole Architektury im. Stanisława Noakowskiego oraz był wykładowcą w Tajnej Szkole Architektów, walczył w szeregach Armii Krajowej. 
W 1945 wszedł w skład Naczelnej Radu Odbudowy Warszawy oraz został inspektorem w Biurze Odbudowy Stolicy, potem w Urzędzie Konserwatorskim m.st. Warszawy. Był zaangażowany w prace związane z odbudową zniszczonych podczas II wojny światowej zabytków, szczególnie obiektów sakralnych. Ponadto w latach 1948–1951 wykładał na Wydziale Architektury Politechniki Warszawskiej, od 1950 pracował w Ministerstwie Kultury i Sztuki – najpierw na stanowisku starszego konserwatora, następnie – zastępcy kierownika Wydziału Zabytków Architektury i Urbanistyki. W 1952 otrzymał Nagrodę Państwową III stopnia za twórczą odbudowę b. pałacu Branickich w Białymstoku z przeznaczeniem na Akademię Medyczną.
Zmarł w Warszawie, spoczywa na cmentarzu Powązkowskim (kwatera 227-4-5).

## Życie prywatne
Był dwukrotnie żonaty. Jego pierwsza żona Matylda z Szymańskich oraz teściowa Lucyna Szymańska zostały zamordowane przez Niemców 5 sierpnia 1944 w egzekucji na Ochocie. W powstaniu warszawskim polegli także jego dwaj synowie: na Woli – Krzysztof (ur. 1923), na Starym Mieście – Janusz (ur. 1926). Ożenił się powtórnie, z Zofią Jałowiecką (1902–1973).

## Wybrane projekty
- Warszawska Spółdzielnia Mieszkaniowa (I, II, III, V, VI Kolonia Żoliborz Centralny) (1924–1932);
- Kościół Najświętszego Serca Pana Jezusa w Płocku (Imielnicy) (1922–1935);
- Przebudowa kościoła Matki Bożej Wspomożenia Wiernych w Lublinie (1927–1930);
- Odbudowa kościoła pw. Przemienienia Pańskiego w Sierzchowach (1930);
- Kościół pw. św. Józefa w Syberii k. Żuromina (1931);
- Zakład opiekuńczy o. Salezjanów w Daszawie (1932);
- Kościół św. Krzysztofa w Podkowie Leśnej (1933);
- Budynek Wydziału Strategiczno-Obronnego AON w Rembertowie (1934);
- Przebudowa Arsenału Królewskiego w Warszawie (1935–1938);
- Dom Spółdzielni Mieszkaniowej Młodych Architektów w Warszawie (ul. Glogera 2) (1935);
- Kościół św. Jana Bosko w Sokołowie Podlaskim (lata 1936–1939);
- Rozbudowa zespołu klasztornego Kamedułów na Bielanach (po 1935);
- Publiczna szkoła powszechna nr 80 w Warszawie (1939);
- Kaplica Narodzenia Najświętszej Marii Panny w Komorowie (1945–1958);
- Odbudowa kościoła św. Krzyża w Warszawie (1945–1953);
- Odbudowa zespołu klasztornego oo. dominikanów i kościoła św. Jacka w Warszawie (1945–1954) (razem z Haliną Smólską);
- Odbudowa kościoła pw. Znalezienia Krzyża w Iłowie (1948);
- Odbudowa pałacu Błękitnego w Warszawie (1948–1950);
- Odbudowa pałacu Przebendowskich (1949);
- St. Adalbert School w Chicago USA (1949);
- Rozbudowa kościoła Matki Boskiej Królowej Korony Polskiej w Warszawie (1958–1960);
- Odbudowa klasztoru opactwa kanoników regularnych w Czerwińsku (1959–1961);
- Brama Rzeźnicza i kamienica numer 2 przy ulicy Szeroki Dunaj w Warszawie (1962–1964).

## Ordery i odznaczenia
- Krzyż Kawalerski Orderu Odrodzenia Polski (1979)[3]
- Złoty Krzyż Zasługi (11 lipca 1955)[4]
- Medal 10-lecia Polski Ludowej (19 stycznia 1955)[5]